# Хьюз, Кэтлин
Кэтлин Хьюз (англ. Kathleen Hughes), имя при рождении Элизабет Маргарет фон Геркан (англ.  Elizabeth Margaret von Gerkan; 14 ноября 1928, Голливуд, Калифорния — 19 мая 2025) — американская актриса кино, телевидения и театра, наиболее известная по фильмам 1950-х годов.
Свои наиболее заметные роли Хьюз сыграла с таких фильмах, как «Стеклянная паутина» (1953), «Оно пришло из далёкого космоса» (1953), «Рассвет в Сокорро» (1954), «Культ кобры» (1955) и «Три плохие сестры» (1957).

## Ранние годы жизни и начало карьеры
Кэтлин Хьюз, имя при рождении Элизабет Маргарет фон Геркан, родилась 14 ноября 1928 года в Голливуде, Калифорния.
Её дядя Ф. Хью Херберт был известным писателем, драматургом и сценаристом, по сценариям которого поставлено более 70 фильмов.
Кэтлин училась в городском колледже Лос-Анджелеса, где начала выступать в театральных постановках. Впервые на неё обратили внимание в 1948 году, когда она играла в спектакле Школы театра, кино и телевидения Калифорнийского университета в Лос-Анджелесе. Вскоре она подписала семилетний контракт со студией Twentieth Century Fox.

## Карьера в кинематографе
Хьюз начала карьеру в кинематографе на студии Twentieth Century Fox с таких фильмов, как спортивная комедия с Рэем Милландом «Это случается каждой весной» (1949), комедии «Мать-первокурсница» (1949) с Лореттой Янг, «Мистер Бельведер идёт в колледж» (1949) с Клифтоном Уэббом и «Мистер 880» (1950) с Бертом Ланкастером, фильм нуар «Там, где кончается тротуар» (1950) с Дэной Эндрюсом, а также мюзиклы «Я справлюсь» (1950) с Джун Хэвер и «Я увижу тебя в своих снах» (1951) с Дорис Дэй. Как отмечает историк кино Хэл Эриксон, во всех этих фильмах Хьюз играла «неблагодарные эпизодические роли».
Не удовлетворённая таким развитием своей карьеры, в 1952 году Хьюз подписала семилетний контракт с Universal-International, где «расцвела в ролях второго плана, играя соблазнительниц и таинственных женщин». В том же году на своей новой студии она снялась в ролях второго плана в криминальной мелодраме Пола Хенрейда «Только для мужчин» (1952) и комедии «Сэлли и Святая Анна» (1952).
Как отметил Эриксон, «Хьюз была в своей стихии в фильме нуар „Стеклянная паутина“ (1953)». Она сыграла обольстительную и алчную начинающую актрису, которая ради карьеры заводит роман сразу с двумя успешными телесценаристами. В итоге один из них (Эдвард Г. Робинсон) «из ревности её убивает, а затем сочиняет на эту тему сценарий!». Кинообозреватель «Нью-Йорк Таймс» Босли Краузер особенно выделил в этой картине игру «Хьюз в роли белокурой ядовитой красотки», отметив при этом, что игра двух джентльменов в главных ролях «довольно стандартна».
В том же году вышел культовый фантастический фильм о пришельцах «Оно пришло из далёкого космоса» (1953), первый трёхмерный фильм студии Universal, где Хьюз сыграла вторую по значимости женскую роль девушки одного из героев картины. Журнал TV Guide назвал эту картину «одним из лучших научно-фантастических фильмов 1950-х годов».
Также Хьюз сыграла заметные роли второго плана в приключенческой ленте с Роком Хадсоном «Золотой клинок» (1953), где была служанкой багдадской принцессы, оказавшейся в центре дворцовых интриг, а также в независимой криминальной мелодраме Гуго Гааса «Соседская жена» (1953), где была служанкой неверной жены судьи в небольшом чешском городке середины XIX века, которая должна подтвердить ложное алиби героя, однако опасается разоблачения. Год спустя в вестерне Universal «Рассвет в Соккоро» (1954) Хьюз сыграла важную роль барменши в небольшом городке в Нью-Мексико, которая невольно становится поводом для конфликта шерифа с местным преступным кланом землевладельцев. По словам историка кино Дениса Шварца, «хотя фильм шаблонный, предсказуемый и слабый», однако «актёры играют хорошо».
Фильм ужасов Universal «Культ кобры» (1955) рассказывал о нескольких американских военных, которые во время Второй мировой войны сталкиваются с азиатским культом, члены которого во время священного ритуала превращаются в змей. По возвращении домой солдаты, которых прокляла предводительница культа, женщина-кобра, начинают умирать от змеиного яда. В этой картине Хьюз сыграла подругу одного из военнослужащих, которая пытается разоблачить культ кобры, оказываясь в смертельной опасности. В независимой криминальной мелодраме «Три плохие сестры» (1956) Хьюз сыграла одну из трёх сестёр, две из которых вступают в смертельную схватку за многомиллионное наследство своего погибшего отца. Кинокритик А. Х. Вейлер в «Нью-Йорк Таймс» назвал картину «слабой», отметив, что «Хьюз в роли хищной девушки стройна, белокура и красива, но примитивна как актриса».
В 1958 году Хьюз сыграла роль второго плана в мелодраме скромной студии Allied Artists Pictures «Незамужняя мать» (1958), после чего в следующий раз появилась на большом экране почти десять лет спустя в сатирической политической картине «Психоаналитик президента» (1967) с Джеймсом Коберном в главной роли, где она сыграла эпизодическую роль туристки в Белом Доме. Позднее Хьюз сыграла небольшую роль в драме «Запоздалая Лиз» (1971) о пьющей женщине (Энн Бакстер), которая под влиянием религии меняет своё отношение к алкоголю. Затем у Хьюз была эпизодическая роль в романтической комедии «Пит и Тилли» (1972) и небольшая роль школьной медсестры в криминальном боевике «Добыча» (1974). Почти 15 лет спустя она снова появилась на большом экране в криминальном боевике «Месть» (1990) с Кевином Костнером в главной роли, где сыграла небольшую роль настоятельницы монастыря, а ещё восемь лет спустя — в эпизодической роли в сатирической комедии «Добро пожаловать в Голливуд» (1998), которая на сегодняшний день стала её последней работой в полнометражном кино. В 2018 году почти 90-летняя Хьюз появилась на экране вновь, сыграв роль волшебницы в 12-минутной причудливой ретро-комедии Тори Поуп «Будка для поцелуев девушек с болот» (2018).

## Карьера на телевидении
С 1956 года Хьюс начала работать на телевидении, где в период до 1984 года сыграла в 58 эпизодах 35 различных телесериалов. В качестве приглашённой звезды она сыграла в таких популярных сериалах, как «Альфред Хичкок представляет» (1956—1957), «Телефонное время» (1956), «Шоу Боба Каммингса» (1958), «Приключения Оззи и Харриет» (1958), «Сансет-стрип, 77» (1959), «Отель де Пари» (1959), «Натянутый канат» (1959), «Театр „Дженерал Электрик“» (1960—1962), «Высокий человек» (1961), «Папа-холостяк» (1962), «Гомер Куча, морпех» (1965) и «Я мечтаю о Джинни» (1967). В 1962 году Хьюз появилась в эпизоде сериала «Перри Мейсон» (1962), она также сыграла постоянную роль в трёх эпизодах телесериала «Призрак и миссис Мьюир» (1968—1969). Актриса также появилась в сериале «МЭШ» (1973) и играла постоянную роль в 19 эпизодах теледрамы о буднях вымышленной голливудской киностудии «Мир Бракена» (1969—1970).

## Актёрское амплуа и оценка творчества
По описанию киноведов, Кэтлин Хьюз была высокой (173 см), сексуальной брюнеткой, которая для кинематографа перекрасилась в блондинку. За время своей карьеры она работала в разных проектах, более всего она известна по криминальным лентам, фантастическим фильмам и фильмам ужасов категории В.

## Личная жизнь
В 1954 году Хьюз вышла замуж за известного сценариста и продюсера Стэнли Рубина. У пары родилось четверо детей — Митчелл (1956), Кристоф (1958), Анджела (1964) и Майкл (1966). Брак продлился 60 лет вплоть до смерти Рубина в 2014 году в возрасте 96 лет.
Умерла 19 мая 2025 года в возрасте 96 лет.

## Фильмография
| Год        |     | Русское название                   | Оригинальное название               | Роль                                           |
| ---------- | --- | ---------------------------------- | ----------------------------------- | ---------------------------------------------- |
| 1949       | ф   | Мать-первокурсница                 | Mother Is a Freshman                | Рода Адамс                                     |
| 1949       | ф   | Мистер Бельведер идёт в колледж    | Mr. Belvedere Goes to College       | Кей Нельсон                                    |
| 1949       | ф   | Это случается каждой весною        | It Happens Every Spring             | Сара, студентка колледжа (в титрах не указана) |
| 1950       | ф   | Там, где кончается тротуар         | Where the Sidewalk Ends             | секретарша (в титрах не указана)               |
| 1950       | ф   | Мистер 880                         | Mister 880                          | секретарша (в титрах не указана)               |
| 1950       | ф   | Я справлюсь                        | I'll Get By                         | секретарша (в титрах не указана)               |
| 1951       | ф   | Позаботьтесь о моей малышке        | Take Care of My Little Girl         | Дженни Баркер                                  |
| 1951       | ф   | Зовите меня «Мистер»               | Call Me Mister                      | (в титрах не указана)                          |
| 1951       | ф   | Я увижу тебя в своих снах          | I'll See You in My Dreams           | медсестра (в титрах не указана)                |
| 1952       | ф   | Только для мужчин                  | For Men Only                        | Трейси Норман                                  |
| 1952       | ф   | Сэлли и Святая Анна                | Sally and Saint Anne                | Лоис Форан                                     |
| 1953       | ф   | Оно пришло из далёкого космоса     | It Came from Outer Space            | Джун                                           |
| 1953       | ф   | Золотой клинок                     | The Golden Blade                    | Бахамра                                        |
| 1953       | ф   | Соседская жена                     | Thy Neighbor's Wife                 | Анушка                                         |
| 1953       | ф   | Стеклянная паутина                 | The Glass Web                       | Пола Раниер                                    |
| 1954       | ф   | Рассвет в Сокорро                  | Dawn at Socorro                     | Клэр                                           |
| 1955       | ф   | Культ кобры                        | Cult of the Cobra                   | Джулия Томпсон                                 |
| 1956       | ф   | Три плохие сестры                  | Three Bad Sisters                   | Валери Крейг                                   |
| 1956       | с   | Декабрьская невеста                | December Bride                      | (1 эпизод)                                     |
| 1956       | с   | Телефонное время                   | Telephone Time                      | жена Шлимана (1 эпизод)                        |
| 1956— 1957 | с   | Альфред Хичкок представляет        | Alfred Hitchcock Presents           | разные роли (2 эпизода)                        |
| 1957       | с   | Официальный детектив               | Official Detective                  | Ева (1 эпизод)                                 |
| 1958       | ф   | Незамужняя мать                    | Unwed Mother                        | Линда                                          |
| 1958       | с   | Приключения Оззи и Харриет         | The Adventures of Ozzie and Harriet | девушка-музыкант (1 эпизод)                    |
| 1958       | с   | Шоу Боба Каммингса                 | The Bob Cummings Show               | Милдред (1 эпизод)                             |
| 1959       | с   | Сансет-стрип, 77                   | 77 Sunset Strip                     | Флоренс (1 эпизод)                             |
| 1959       | с   | Отель де Пари                      | Hotel de Paree                      | Кара (1 эпизод)                                |
| 1960       | с   | Натянутый канат                    | Tightrope                           | Сьюзен (1 эпизод)                              |
| 1960       | с   | Маркэм                             | Markham                             | Линда Моррисей (1 эпизод)                      |
| 1960—1962  | с   | Театр «Дженерал Электрик»          | General Electric Theater            | разные роли (3 эпизода)                        |
| 1960—1962  | с   | Папа-холстяк                       | Bachelor Father                     | разные роли (3 эпизода)                        |
| 1961       | с   | Данте                              | Dante                               | Сара (1 эпизод)                                |
| 1961       | с   | Высокий человек                    | The Tall Man                        | Найта Джэрдин (1 эпизод)                       |
| 1962       | с   | Перри Мейсон                       | Perry Mason                         | Лита Крейл (1 эпизод)                          |
| 1965       | с   | Гомер Куча, морпех                 | Gomer Pyle: USMC                    | Тоби Комсток (1 эпизод)                        |
| 1966       | ф   | Пообещай ей что-нибудь             | Promise Her Anything                | (в титрах не указана)                          |
| 1967       | ф   | Психоаналитик президента           | The President's Analyst             | туристка в Белом доме                          |
| 1967       | с   | Я мечтаю о Джинни                  | I Dream of Jeannie                  | Сью (1 эпизод)                                 |
| 1967       | с   | Миссия невыполнима                 | Mission: Impossible                 | Фрэн Уильямс (1 эпизод)                        |
| 1968—1969  | с   | Призрак и миссис Мьюир             | The Ghost & Mrs. Muir               | миссис Кобурн (3 эпизода)                      |
| 1969       | с   | Джулия                             | Julia                               | миссис Бланчард (1 эпизод)                     |
| 1969— 1970 | с   | Мир Бракена                        | Bracken's World                     | Джейн Митчелл (16 эпизодов)                    |
| 1970       | с   | А вот и Люси                       | Here's Lucy                         | миссис Портной (1 эпизод)                      |
| 1971       | ф   | Запоздалая Лиз                     | The Late Liz                        | Элейн Рич                                      |
| 1971       | с   | В Рим с любовью                    | To Rome with Love                   | миссис Блейн (1 эпизод)                        |
| 1971       | с   | Интерны                            | The Interns                         | мисс Мэннинг (1 эпизод)                        |
| 1972       | ф   | Пит и Тилли                        | Pete 'n' Tillie                     | гостья на вечеринке (в титрах не указана)      |
| 1972       | с   | Отважные: новые доктора            | The Bold Ones: The New Doctors      | миссис Карлсон (1 эпизод)                      |
| 1973       | с   | МЭШ                                | M.A.S.H.                            | Лоррейн Блейк (1 эпизод)                       |
| 1974       | ф   | Добыча                             | The Take                            | школьная медсестра                             |
| 1974       | с   | Барнаби Джонс                      | Barnaby Jones                       | (1 эпизод)                                     |
| 1974       | с   | Лукас Таннер                       | Lucas Tanner                        | Клэр Джей (1 эпизод)                           |
| 1974—1975  | с   | Доктор Маркус Уелби                | Marcus Welby, M.D.                  | разные роли (2 эпизода)                        |
| 1975       | тф  | Бейб                               | Babe                                | Нэнси Эрмитадж                                 |
| 1975       | с   | Медицинский центр                  | Medical Center                      | хозяйка (1 эпизод)                             |
| 1976       | с   | Рыцарь в синем                     | The Blue Knight                     | официантка (1 эпизод)                          |
| 1976       | с   | Номер для директоров               | Executive Suite                     | Хельга (1 эпизод)                              |
| 1977       | тф  | Заклинание                         | The Spell                           | Фенетиа                                        |
| 1979       | тф  | …И зовут тебя Джона                | …And Your Name Is Jonah             | сестра Хьюберт                                 |
| 1980       | с   | Доктор Куинси                      | Quincy M.E.                         | секретарша Уоррена (1 эпизод)                  |
| 1984       | с   | Искатель потерянной любви          | Finder of Lost Loves                | секретарша Эдварда (1 эпизод)                  |
| 1990       | ф   | Месть                              | Revenge                             | настоятельница                                 |
| 1998       | ф   | Добро пожаловать в Голливуд        | Welcome to Hollywood                | женщина в бигудях                              |
| 2018       | кор | Будка для поцелуев девушек с болот | Swamp Women Kissing Booth           | Матильда                                       |